# أسرة تيودور

وردة تيودور

 أسرة تيودور  (بالإنجليزية: House of tudor)‏ هي أسرة حكمت إنجلترا في القرن السادس عشر بين عامي 1485 - 1603 وهي أسرة ذات إصول ويلزية تخللها خمسة ملوك أولهم الملك هنري السابع الذي اعتلى عرش إنجلترا بواسطة إدعاء والدته السيدة مارغريت بوفورت والتي بعد مقتل ريتشارد الثالث عام 1485 حيث انقرض المطالبين الشرعيين من العائلتين لانكاستر ويورك أصبحت السيدة بوفورت أحق المطالبين الشرعيين لعرش الملك إدوارد الثالث (آخر ملوك بلانتاجانت على الخط الرئيسي) حيث مررت التاج لإبنها هنري تيودور. كما أن أوين تيودور (جد الملك هنري السابع) هو أخ غير شقيق من الملك هنري السادس (من لانكاستر).
بعد أن هزم هنري تيودور الملك ريتشارد الثالث وقتله في معركة بوسورث في اغسطس عام 1485 أعلن نفسه ملكا على إنجلترا. وبعد عدة أشهر أعلن زواجه من إليزابيث يورك إبنه الملك إدوارد الرابع وذلك لترسيخ عائلته على عرش إنجلترا لتصبح العائلة الملكية الجديدة (تيودور) هي مزيجا من القوى المتحاربة خلال حرب الوردتين الماضية.

شعار التيودر

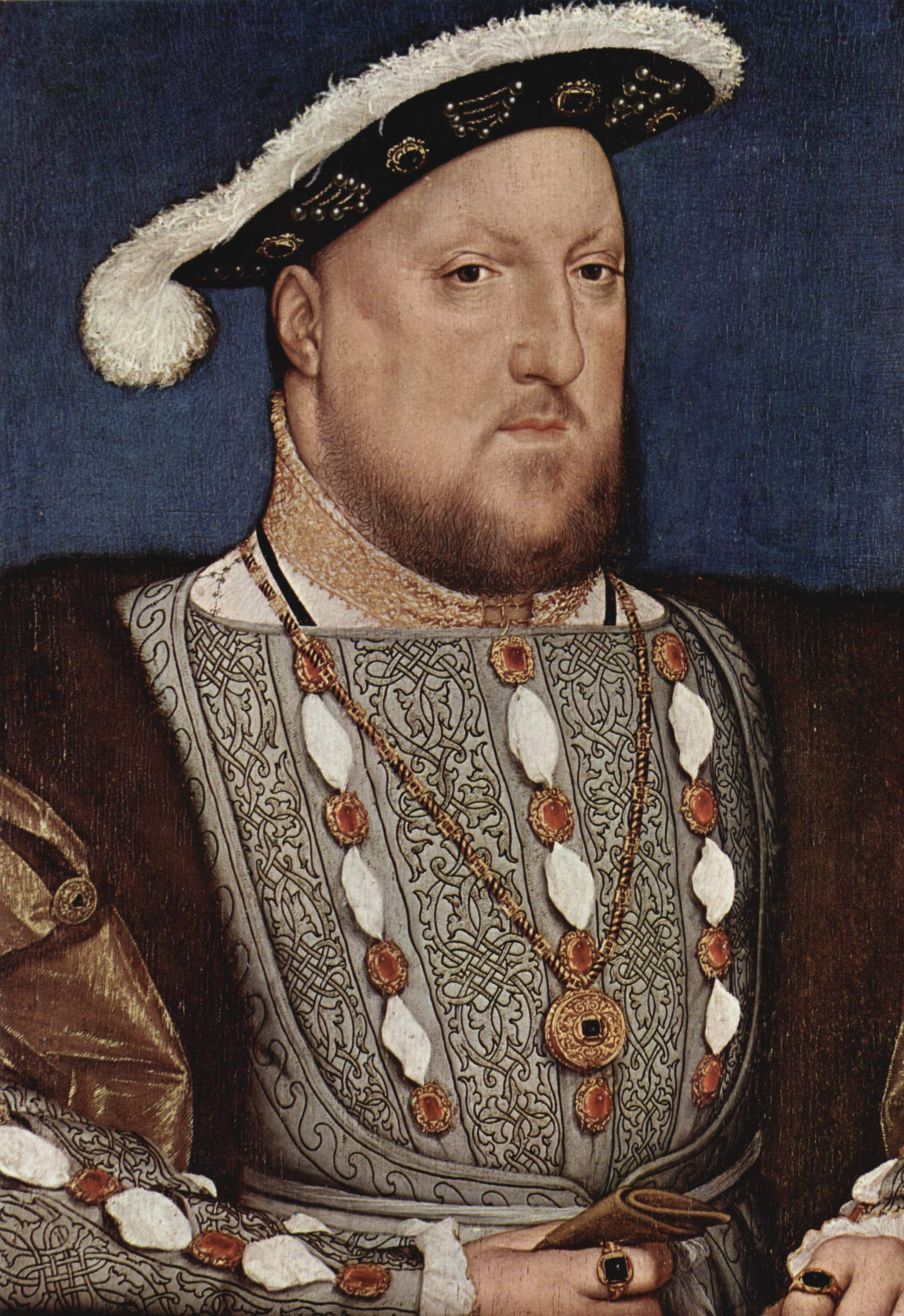
هنري الثامن بريشة هانس هولباين الصغير

شهدت الفترة التي حكمت بها العائلة تيودور احداثا هامه في تاريخ إنجلترا فأخذ حكام أسرة الـ«تيودور» يعملون على بسط السلطة الملكية على أرجاء البلاد بعد أن عطلتها الحروب الأهلية. ركز الملوك الذين تعاقبوا بعد «هنري السابع» («هنري الثامن»، «إدوارد السادس»، «ماري الأولى» و«إليزابيث الأولى») جهدهم على تطوير القوة البحرية والاقتصادية لإنكلترا. أثناء عهد الملك «هنري الثامن» انفصلت كنيسة البلاد المحلية عن كنسية روما. حاول أفراد الأسرة التفرب من اسكتلندا، فتزوجت «مارغريت تيودر» ابنت «هنري السابع» من «جيمس الرابع» ملك اسكتلندا، كان ذلك عام 1502 م. بعد وفاة آخر الحكام من الأسرة، الملكة «إليزابيث الأولى»، انتقل العرش إلى أسرة الـ«ستيورات» (ملوك اسكتلندا). عام 1603 م، أًصبح «جيمس السادس» من اسكتلندا، ملكا على إنكلترا أيضا أصبح يلقب بـ«جيمس الأول» (حسب تسلسل ملوك إنكلترا). حكم خمسة (5) من أحفاده على المملكتين معا.

## إنجلترا وحكم أسرة التيودور 1485-1603
حكم إنجلترا في الفترة من نهاية القرن الخامس عشر وطوال القرن السادس عشر خمسة ملوك من أسرة التيودور.
- الأول هو الملك هنري السابع حكم من 1509:1485
- الثاني هو الملك هنري الثامن حكم من 1547:1509
- الثالث هو الملك إدوارد السادس حكم من 1553:1547
- الرابع هي الملكة ماري تيودور حكمت من 1558:1553
- الخامس هي الملكة إليزابيث الأولى حكمت من 1603:1558

## هنري الثامن
اعتلى الملك الجديد، هنري الثامن، العرش في 22 أبريل 1509. تزوج كاثرين الأراغونية في 11 يونيو 1509؛ تُوجا في كنيسة وستمنستر في 24 يونيو من نفس العام. كانت كاثرين زوجة آرثر (توفي عام 1502) شقيق هنري الأكبر؛ جعلت هذه الحقيقة مسار زواجهما صعبًا منذ البداية. كان لا بد من منح إعفاء بابوي لهنري حتى يتمكن من الزواج بكاثرين، واستغرقت المشاورات بعض الوقت. كان هنري مصممًا على الزواج من كاثرين بأي حال رغم حقيقة وفاة والده قبل زواجه، ليضمن معرفة الجميع بنيته في أن يكون سيد نفسه.
لم يكن لهنري اهتمام فعلي بالحكم عند اعتلاءه العرش أول الأمر؛ وإنما فضل الانغماس في الترف والمشاركة في الرياضة. سمح للآخرين بالسيطرة على المملكة في أول عامين من حكمه، وعندما أصبح أكثر اهتمامًا بالاستراتيجية العسكرية، التفت للعناية بحكم مملكته. في سنوات شبابه، وُصف هنري كرجل نبيل في معاملته ومحترم في نقاشاته وكان بمثابة رفيقٍ أكثر منه ملكًا. كان كريمًا في عطاياه وعاطفته ويقال بأنه كان لين المعشر. إن هنري الذي يصوره كثير من الأشخاص حين سماع اسمه هو هنري في سنواته الأخيرة، عندما أصبح بدينًا ومضطربًا، وعُرفت عنه قسوته الشديدة.
لم تنجب كاثرين الأبناء الذين تلهف هنري للحصول عليهم؛ وُلد طفلها الأول، وهو ابنة، ميتًا، وتوفي طفلها الثاني، ابنٌ اسمه هنري، دوق كورنوال، بعد 52 يومًا من الولادة. تبع ذلك مجموعة أخرى من الأطفال المتوفين، حتى ولدت لهما ابنة، ماري، في عام 1516. عندما أصبح واضحًا لهنري أن نسب سلالة تيودور في خطر، استشار رئيس وزرائه الكاردينال توماس ولسي حول إمكانية إبطال زواجه من كاثرين. إلى جانب قلق هنري من عدم وجود وريثٍ له، كان جليًا أيضًا لحاشية بلاطه سأمه من زوجته المسنة، التي تكبره بست سنوات. زار ولسي روما، حيث كان يأمل في الحصول على موافقة البابا للإبطال. ومع ذلك، كان الكرسي الرسولي مترددًا في نقض الإعفاء البابوي السابق وشعر بضغط شديد من ابن شقيق كاثرين، تشارلز الخامس، الإمبراطور الروماني المقدس، الداعم لعمته. طعنت كاثرين بالإجراءات، وتبع ذلك معركة قانونية مطولة. فقد ولسي حظوته في عام 1529 نتيجة فشله في الحصول على الإبطال، وعين هنري مكانه توماس كرومويل رئيسًا للوزراء 1532.
رغم فشله في تحقيق النتائج التي أرادها هنري، سعى ولسي بقوة إلى الإبطال (في ذلك الوقت، كان الطلاق مرادفًا للإبطال). ومع ذلك، لم يخطط ولسي أبدًا لزواج هنري من آن بولين، التي فُتن الملك بها أثناء عملها وصيفةً في حاشية الملكة كاثرين. لم يتضح مدى مسؤولية ولسي الفعلية عن الإصلاح الإنجليزي، لكن من الواضح تمامًا أن رغبة هنري في الزواج من آن بولين قد دفع إلى الانقسام عن روما. كان قلق هنري بشأن وجود وريث يضمن نسب عائلته ويعزز أمنه وهو حيّ قد دفعه إلى طلب الطلاق عاجلًا أم آجلًا، سواء كانت آن قد حثت عليه أم لا. إن وفاة ولسي المفاجئة في ليستر في 29 نوفمبر 1530 أثناء رحلته إلى برج لندن أنقذته من الإذلال العلني والإعدام الحتمي الذي كان سيلاقيه فور وصوله إلى البرج.

## مميزات حكم أسرة التيودور
جاء حكم أسرة التيودور إلى إنجلترا بعد حربين كبيرتين الأولى خارجية مع فرنسا حرب المائة عام
والثانية حرب داخلية أهلية حرب الوردتين والأخيرة من أهم مميزاتها انها طورت إنجلترا أقتصاديا واجتماعيا ذلك أن حرب الأسر العريقة بين بعضها أسرة لنكستر وأسرة يورك كسر شوكتهم وأعطى فرصة أمام الطبقات المتوسطة للظهور والثراء.
كما أعطى الفرصة للملك هنري السابع كي تقوى شكيمته ويسيطر بقبضة من حديد على زمام المُلك وساعد الشعب الملك وأعطاه الفرصة لتطوير أنجلترا نحو السلام الاجتماعي.
وقد ساعدت الكثير من العوامل والمؤثرات أسرة التيودور في أن أكسبتها ميزات هامة تركت بصمتها وتأثيرها على التاريخ فيما يلي من سنوات من ذلك:

## أمتزاج الدماء الملكية وتداخل العروش

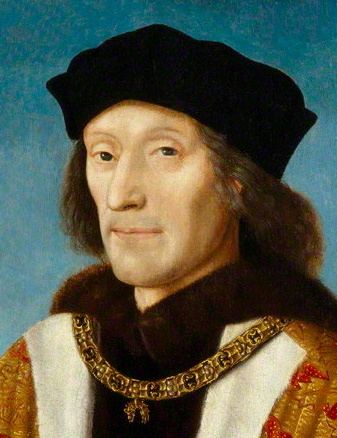
هنري السابع من إنكلترا

اتجاه أمراء وملوك إنجلترا إلى الزواج من الأسر المالكة والبيوتات الحاكمة في اسكتلندا وفرنسا وإسبانيا وغيرهم ومن تلك المثلة زواج مارى تيودور من فيليب الثاني ملك إسبانيا عام 1554 وزواج مارجريت أبنة الملك هنري السابع من جيمس الرابع ملك اسكتلندا وجاء ثمرة هذا الزواج جيمس الخامس الذي أصبح ملكا على اسكتلندا وتزوج بدوره من أسرة دى جير الفرنسية وأنجب أبنة عرفت باسم ماري الاسكتلندية وأصبحت ملكة على اسكتلندا وتزوجت من ملك فرنسا فرانسوا الثاني عام 1559 وأصبحت بدورها ملكة على فرنسا.
هذا الزواج والمصاهرة الملكية جعلت العلاقات تتشابك والعروش والتيجان تتداخل من دولة أوروبية لأخرى بعد امتزاج الدماء الملكية تداخلت المشاكل وتعقدت وكثرت المطالبة بالوراثة والأطماع وأصبحت كثير من الوحدات السياسية في غرب أوروبا وكأنها وحدة سياسية واحدة.

## ظهور حركة الإصلاح الديني
ظهرت في إنجلترا حركة إصلاح ديني تختلف عن مثيلاتها في غرب أوروبا حيث أن مثيلاتها في غرب أوروبا كانت تسبقها في الزمن كما أن الحركة الجديدة ولدت وانتهت في عصر أسرة التيودور وأهم ملامحها أنها أدت إلى ظهور مذهب جديد مستقل منفصل عن الكنيسة الأم في روما وكنيستها وتلك كانت الكنيسة الأنجليكانية

## تغير في السياسات والتوجهات
في عهد أسرة التيودور غيرت إنجلترا من فكرها الاستعماري نحو فرنسا واتجهت التوسع للغرب في أعالى البحار بعد أن ذاعت فكرة الكشوف الجغرافية والتي سبق إليها إنجلترا كلا من إسبانيا والبرتغال والبحارة الإيطاليين المهرة في ركوب البحر وبالرغم من تاخر إنجلترا في عالم الكشف إلا أنها اتجهت في عهد أسرة التيودور إليه بخطى ثابتة وفتحت امامها أفاق استعمار جديدة وكانت البداية مع رحلة الملاح جون كابوت الذي أرسله الملك إدوارد السابع عام 1496 إلى نيوفوندلاند للاستعمار والاستكشاف الإنجليزى شرق أمريكا الشمالية.
في عهد أسرة التيودور انتشرت في إنجلترا وشاعت الروح الجديدة التي كانت قد بدأت في أوروبا وبالذات في إيطاليا إلا أن إنجلترا أخذت بتلك الثقافة الجديدة مع الازدهار والتقدم المصاحب لأسرة التيودور فانتشرت الأفكار التي تدعوا للحرية والأخذ بالأسلوب العلمي وساعد على ذلك اختراع الطباعة وحروفها وطبع الكتب العلمية والثقافية والأدبية وتلك التي تنبش في التاريخ والآثار ونهضة الأقدمين وظهرت في إنجلترا تيارات وأفكار سياسية واقتصادية وثقافية تدعو جميعها لأحترام الإنسان وقيمة حريته وخصوصيته والاستمتاع بمباهج الحياة وأقتباس كل جديد وفيد من حضارات الشعوب القديمة والبناء عليها بما يدعوا للتحديث والانطلاق للمستقبل.